# William Kahan
Pour les articles homonymes, voir Kahan.
William "Velvel" Morton Kahan, né le 5 juin 1933 à Toronto, Ontario, Canada, est un mathématicien et informaticien, lauréat du prix Turing en 1989 pour ses travaux en analyse numérique.

## Formation et carrière
Kahan étudie à l'Université de Toronto, où il obtient son bachelor en 1954, son mastère en 1956, puis son doctorat en 1958, tous trois dans le domaine des mathématiques. Sa thèse intitulée « Gauss-Seidel Methods Of Solving Large Systems Of Linear Equations » a été rédigée sous la supervision de Byron Alexander Griffith.
Kahan est professeur émérite de mathématiques et de génie électrique et informatique à l'université de Californie à Berkeley.

## Travaux
Spécialiste des calculs en virgule flottante, il est le principal architecte de la norme IEEE 754. Il a été surnommé « The Father of Floating Point » et il a continué ses contributions à la révision de l'IEEE 754 (en) qui a conduit à l'actuel standard IEEE 754-2008.
Dans les années 1980, il développe le programme Paranoia, un banc d'essai qui teste pour une large gamme de bugs potentiels avec la virgule flottante. Il a permis de détecter le bug de la division du Pentium, et continue à avoir des utilisations importantes de nos jours. 
Kahan a également développé l'algorithme de sommation de Kahan (en), un algorithme important pour minimiser l'erreur introduite quand on additionne une suite de nombres à virgule flottante de précision finie. Il est l'auteur du terme de dilemme du fabricant de table (en) pour le coût inconnu d'arrondir correctement des fonctions transcendentales à un certain nombre de décimales prédéfini. Le théorème de dilatation de Davis–Kahan–Weinberger est l'un des résultats principaux de la théorie de la dilatation des opérateurs d'espaces de Hilbert et il a trouvé des applications dans de nombreux domaines différents.
Il milite pour une meilleure éducation de la population concernée par le calcul vis-à-vis des problèmes de virgule flottante, et il dénonce régulièrement des décisions dans la conception des ordinateurs et des langages de programmation qui peuvent détériorer de bons calculs avec virgule flottante.
Quand Hewlett-Packard a introduit la calculatrice HP-35 originale, son exactitude numérique dans l'évaluation de fonctions transcendentales pour certaines arguments n'était pas optimale. Hewlett-Packard a beaucoup travaillé avec Kahan afin d'améliorer l'exactitude des algorithmes, ce qui a conduit à des améliorations majeures. Cela a été documenté à l'époque dans le Hewlett-Packard Journal,.
Kahan a également contributé de façon substantielle à la conception des algorithmes de la série HP Voyager (en) et il a écrit une partie de leurs manuels d'utilisation.
Avec Gene H. Golub, il a élaboré un algorithme direct stable pour le calcul de la Décomposition en valeurs singulières d'une matrice.

## Prix et distinctions
Il est lauréat en 1989 du prix Turing pour « ses contributions fondamentales à l'analyse numérique ». En 1997 il est lauréat de la Conférence von Neumann. En 2000, il reçoit le prix IEEE Emanuel R. Piore.
Il est membre de l'ACM en 1994 et de l'Académie nationale d'ingénierie des États-Unis en 2005. En 2003 il est élu membre de l'Académie américaine des arts et des sciences